# جو كامبل
جو كامبل (بالإنجليزية: Joe Campbell)‏ (28 مارس 1925 - 7 سبتمبر 1980) هو مدرب كرة قدم ولاعب كرة قدم بريطاني (وحمل سابقاً جنسية المملكة المتحدة لبريطانيا العظمى وأيرلندا) في مركز مهاجم داخلي. لعب مع نادي سلتيك ونادي ليتون أورينت.